# NGC 7549
NGC 7549 is een balkspiraalstelsel in het sterrenbeeld Pegasus. Het hemelobject werd op 2 november 1850 ontdekt door de Ierse astronoom William Parsons.

## Synoniemen
- UGC 12457
- IRAS 23127+1846
- MCG 3-59-14
- Arp 99
- ZWG 454.13
- HCG 93B
- KUG 2312+187
- PGC 70832